# Epse
Epse is een plaats in de gemeente Lochem in de Nederlandse provincie Gelderland. Het dorp had 2.070 inwoners op 1 januari 2023.
Epse ligt in een bosrijke omgeving ten zuiden van autosnelweg A1 en ten oosten van de provinciale weg N348, dicht bij Deventer. Eind 1999 ging het noordelijk buitengebied van Epse van de toenmalige gemeente Gorssel over naar de gemeente Deventer om de aanleg van een bedrijventerrein langs de snelweg mogelijk te maken. Vanwege de economische crisis werd daar eerst in 2013 mee begonnen. Tussen dorp en bedrijven is een groene bufferstrook met 'nieuwe natuur' gerealiseerd.
De Nederlands Hervormde kerk van Epse is in 1930 gebouwd.
In het  natuurgebied Hassinkbos lag tot 1945 het Hassink, een oorspronkelijk middeleeuws kasteel dat in de 18e eeuw tot een landhuis werd verbouwd. Het huis is in 1945 gebombardeerd.

## Verenigingsleven
- Jaarlijks in juni organiseren dorpsbewoners de Epse Zomerfeesten. Drie dagen lang viert het dorp feest en is er een kermis, live muziek en andere activiteiten voor jong en oud.
- Ook is er in Epse het jaarlijks terugkerend Koningsfeest. Dit feest wordt gevierd tijdens Koningsnacht en op Koningsdag zelf. Vaste activiteiten op koningsdag zijn een fietstocht met lunch, vogelschieten om een schutterskoning of -koningin te kunnen kronen, bingo en ponyrijden.

### Sport
- SV Epse (diverse sporten)
- HC Gorssel/Epse (hockey)

## Openbaar vervoer
Epse is te bereiken middels een aantal lijnbussen: lijn 57 (Deventer - Borculo) en lijn 81 (Deventer - Zutphen).

## Geboren of woonachtig in Epse
- Gerda Havertong (Paramaribo 1946), actrice
- Jacques Herb (Rotterdam 1946), zanger, componist en tekstschrijver
- Jac.N.D. Hoogslag, Leeuwarden 1877 - Wolvega 1969), componist en dirigent
- Marthijn Pothoven (1969), voetballer
- Henk Talsma (Leeuwarden 1921 - Deventer 2005), politicus
- Pedro Tragter (1968), motorcrossrijder
- Maaike Widdershoven (1969), actrice
- Bob de Wilde (Amsterdam 1913 - Deventer 1997), politicus

## Overleden in Epse
- Æbele Everts Kluwer (1861-1933), grondlegger van NV Uitgeversmaatschappij Æ.E. Kluwer.
- Jan Buiskool (1899-1960), jurist en premier van Suriname
- Arie Kloostra (1918-1998), communist en verzetsstrijder
- Lucie Broedelet (1875-1969), dichter
- Tob de Bordes (1927-2012), acteur en voordrachtskunstenaar
- Leon de Wolff (1948-2014), journalist